# Trichozyste
Trichozysten sind fadenförmige, mit Sekret gefüllte Eiweißstäbchen bei Wimpertierchen, Dinoflagellaten und Raphidophyceae. Diese können explosionsartig („extrusiv“) zur Verteidigung oder zum Beutefang ausgestoßen werden, wobei sie ihre achtfache ursprüngliche Länge erreichen. Nachdem eine Trichozyste einmal ausgestoßen wurde, kann sie nicht mehr verwendet werden. Sie wird durch andere Trichozysten ersetzt. Trichozysten besitzen unter anderem Zuckgänschen (Litonotus cygnus) und Pantoffeltierchen (Paramecium).